# Ashley Dodd
Ashley Dodd est un footballeur anglais né le 7 janvier 1982 à Birmingham.

## Carrière
- 2000-2001 : Manchester United  Angleterre
- 2001 : → Port Vale FC (prêt)  Angleterre
- 2001-2002 : Port Vale FC  Angleterre
- 2002-2003 : Moor Green FC  Angleterre
- 2003 : Stafford Rangers  Angleterre
- 2003-2004 : Hednesford Town  Angleterre
- 2004-2005 : Gresley Rovers  Angleterre